# Nikolai Vladímirovitx Nekràssov
Nikolai Vladímirovitx Nekràssov (en rus: Никола́й Влади́мирович Некра́сов) (18 de desembre de 1900 – 4 d'octubre de 1938) va ser un escriptor rus en Esperanto.

## Biografia
Nikolai Nekràssov nasqué a Moscou. Va ser periodista i va aprendre esperanto l'any 1915.
El 1918-19 va ser president de Tutrusia Ligo de junaj esperantistoj i editor de Juna Mondo (Món Jove). L'1 de juny de 1922 Nekràssov junt amb Gregory Demidyuk fundà la revista cultural La Nova Epoko, la qual va esdevenir un dels òrgans de SAT. El 1923 va ser membre del Comitè Central de la Sovetlanda Esperantista Unuiĝo (SEU) (en rus: Soyuz Esperantistov Sovetskikh Stran), aleshores sota el lideratge d'Ernest Drezen.
A La Nova Epoko publicà diversos assaigs de literatura en esperanto sobre Baghy, Bulthuis, Jung, Hohlov, Mikhalski, Devkin, Schulhof i altres.
A principis de la dècada de 1930 participà en la compilació de material sobre literatura per a la Enciklopedio de Esperanto. També publicà moltes de les cartes de Zamenhof.
El 1931 va ser un dels cofundadors de la IAREV (Associació Internacional d'Escriptors Revolucionaris Esperantistes) i edità el periòdic La Nova Etapo.

### Arrest, execució i rehabilitació
Nekràssov va ser arrestat el 1938 i acusat de ser un espia feixista. Per aquest crim va ser afusellat el 4 d'octubre de 1938. El 26 de novembre de 1957 va ser rehabilitat declarant-se'l innocent a títol pòstum.

## Obres

### Poesia traduïda
- Kupra rajdanto, (Aleksandr Puixkin).
- Eŭgeno Onegin, (Eugene Oneguin), Aleksandr Puixkin, SAT, 1931.
- Dekdu I Najtingala ĝardeno (Aleksandr Blok).
- Blanka cigno I La mortaj ŝipoj (Konstantín Balmont).
- Nubo en pantalono I Suno (Sun) by Vladímir Maiakovski.
- Monna Liza, (Nikolai Gueràssimov).
- Socialismo, Patrino (Bezimenskij).

### Prosa traduïda
- Ruĝa Stelo (Aleksander Bogdanov), SAT, 1929.
- La Vojo de formiĝo kaj disvastiĝo de la lingvo internacia, Ernest Drezen, SAT, 1929
- Historio de la mondolingvo, Drezen, EKRELO.

### Poesia original
- Fablo pri ĝilotinŝraŭbeto en Sennacieca Revuo
- Testamento de Satano
- Verda flamo
- Krono de sonetoj pri Esperanto
- Mi moskvano a Internacia Literaturo

### Prosa original
- Bibliografio de Esperantaj presaĵoj en USSR dum 12 jaroj de la revolucio 1917-1928, Moscow, 1928
- Tra USSR per Esperanto
- Diversos assaigs a La Nova Epoko (en Esperanto)